# Hilperhausen

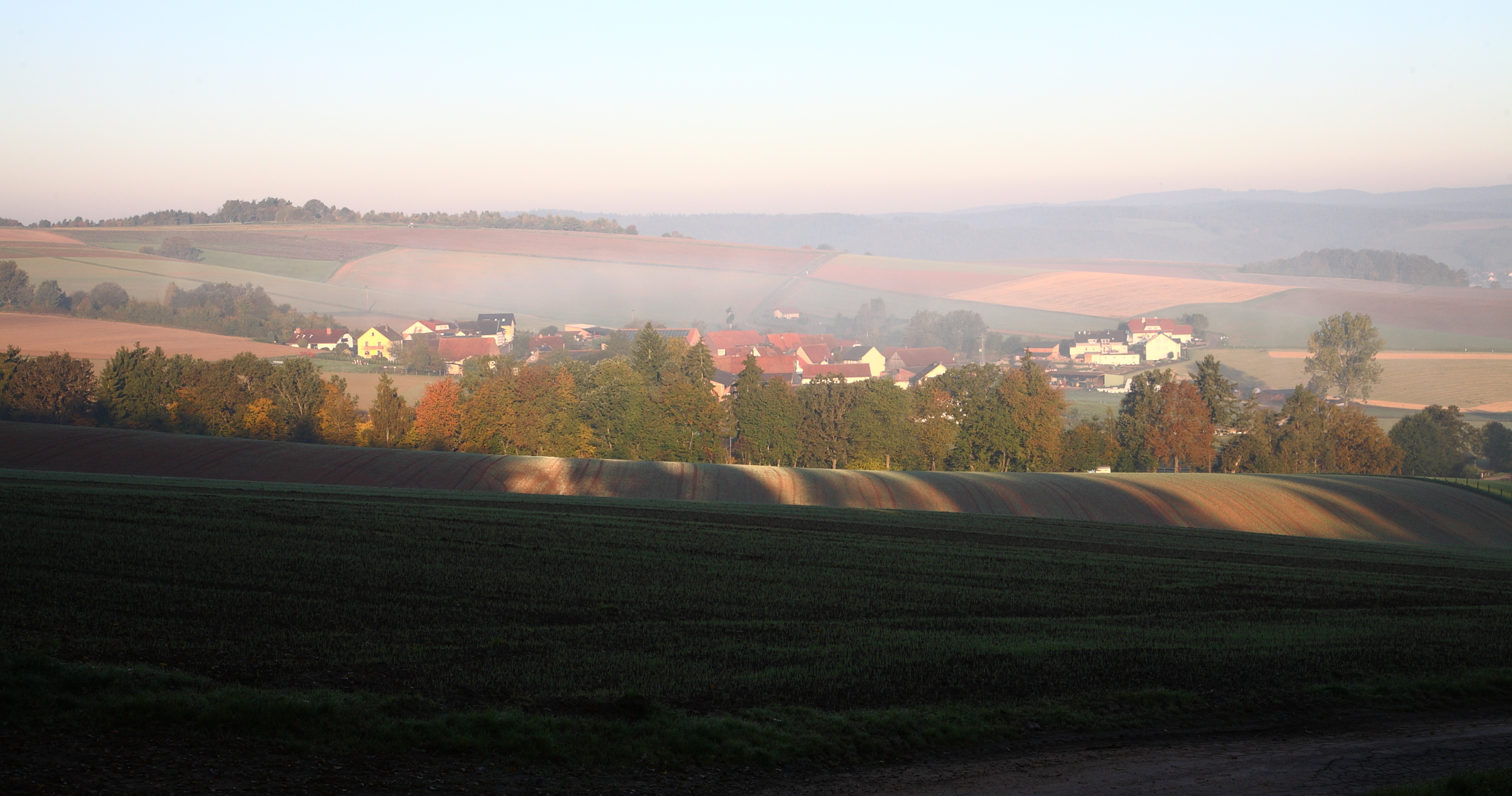
Hilperhausen beim Sonnenaufgang

Hilperhausen ist ein Ortsteil der Marktgemeinde Niederaula im osthessischen Landkreis Hersfeld-Rotenburg. Er liegt östlich des Hauptortes in der Region Waldhessen.

## Geschichte
Erstmals genannt wird der Ort im Jahre 1185 als Hildeburghusen. Weitere Ortsnamen waren Hilbirgshusen und Hilbirhusen.
Im Zuge der Gebietsreform in Hessen wurde die bis dahin selbständige Gemeinde Hilperhausen zum 1. Dezember 1970 auf freiwilliger Basis in die Nachbargemeinde Kerspenhausen eingegliedert. Diese kam am 1. August 1972 zu Niederaula. Für den Ortsteil Hilperhausen wurde ein Ortsbezirk mit Ortsbeirat und Ortsvorsteher nach der Hessischen Gemeindeordnung eingerichtet.
1978 wurde das 1963 erbaute Feuerwehrhaus aufgestockt, so dass ein Dorfgemeinschaftshaus entstand.

## Infrastruktur
Außer einem Kinderspielplatz gibt es noch einen Bolzplatz. Durch den Ort verläuft die Landesstraße 3431. 1998 wurde die Ortsdurchfahrt erneuert.
Den Busverkehr stellt die Regionalverkehr Kurhessen GmbH sicher.

## Bauwerke
Für die unter Denkmalschutz stehenden Kulturdenkmale des Ortes siehe die Liste der Kulturdenkmäler in Hilperhausen.